# Quirino Cristiani

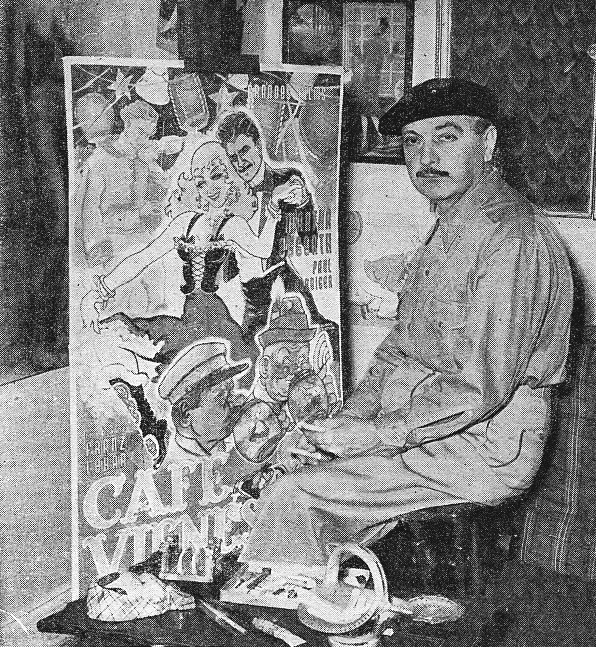
Quirino Cristiani

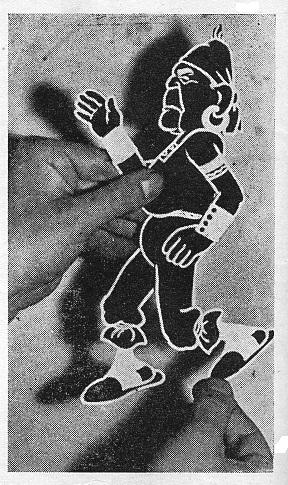

Quirino Cristiani (ur. 2 lipca 1896 w Santa Guiletta, zm. 2 sierpnia 1984 w Bernal) – argentyński rysownik, twórca pierwszego pełnometrażowego filmu animowanego – El Apóstol oraz pierwszego animowanego filmu dźwiękowego – Peludópolis.

## Życiorys
Urodził się w 1896 roku w Santa Guiletta we Włoszech, jednak w 1900 roku jego rodzina wyemigrowała do Argentyny. Rozpoczął od rysowania karykatur politycznych, następnie od 1916 roku tworzył rysunki do kronik filmowych. Filmem animowanym zainteresował się pod wpływem filmu Émile Cohla. Obserwacja filmu Cohla pozwoliła też Cristianiemu zrozumieć technikę tworzenia animacji. Na przełomie 1916/1917 stworzył krótkometrażowy film La intervención en la provincia de Buenos Aires, a następnie przystąpił do pracy nad filmem El Apóstol, we współpracy m.in. z Alfredo de Laferrere, Federico Valle, Diógenesem Taborda oraz Andrés Ducaudem. Film ten był pierwszym na świecie pełnometrażowym filmem animowanym. W 1918 nakręcił kolejny film animowany, został on jednak skonfiskowany przez władze. Od 1929 do 1931 tworzył Peludópolis – pierwszy animowany film ze ścieżką dźwiękową. W następnych latach tworzył animowane filmy krótkometrażowe.

## Wybrane filmy
- La intervención en la provincia de Buenos Aires (Interwencja w prowincji Buenos Aires), 1916/1917
- El Apóstol, 1917 – pierwszy pełnometrażowy film animowany
- Sin dejar rastros, 1918
- Firpo-Dempsey, 1923
- Firpo-Brennan, 1923
- Uruguayos forever, 1924
- Humberto de Garufa, 1924
- Rhinoplastia, 1925
- Gastronomía, 1925
- Peludópolis, 1931 – pierwszy animowany film ze ścieżką dźwiękową